# 1994 في اليابان
فيما يلي قوائم الأحداث التي وقعت خلال عام 1994 في اليابان.

## سياسة

### تعيين في المنصب
- 28 أبريل – تسوتومو هاتا رئيس وزراء اليابان.
- 30 يونيو – تومي-إتشي موراياما رئيس وزراء اليابان.

### انتهاء فترة المنصب
- 28 أبريل – تسوتومو هاتا وزير الشؤون الخارجية [الإنجليزية]‏، نائب رئيس وزراء اليابان [الإنجليزية]‏،رئيس وزراء اليابان.
- 28 أبريل – موريهيرو هوسوكاوا رئيس وزراء اليابان.

## رياضة
- 6 نوفمبر – جائزة اليابان الكبرى 1994 الفائز دامون هيل.

## ظهور
- 1 يناير – شونن إيس

## أفلام
من الأفلام التي صدرت هذه السنة في اليابان:
- 1 يناير – دراغون بول زد: الثنائي الخطير! المحاربون الخارقون لا يستريحون من إخراج Shigeyasu Yamauchi  [لغات أخرى]‏.
- 1 يناير – دراغون بول زد: هزيمة المحارب الخارق - أنا الشخص الذي سينتصر من إخراج Yoshihiro Ueda ‏.

## برامج ومسلسلات وأنمي
- السيف القاطع

## مواليد

### يناير
- 2 يناير – هيروتو كويا لاعب كرة قدم ياباني.
- 8 يناير – سييغو كوباياشي لاعب كرة قدم ياباني.
- 8 يناير – كوسيإي واكيموتو لاعب كرة قدم ياباني.
- 10 يناير – شوتا فوجساكي لاعب كرة قدم ياباني.
- 10 يناير – ماسافومي تيرادا لاعب كرة قدم ياباني.
- 12 يناير – فوميي هاياكاوا لاعب كرة قدم ياباني.
- 17 يناير – رينا أويدا مؤدّية صوت يابانية.
- 18 يناير – شينيا ياجيما لاعب كرة قدم ياباني.
- 23 يناير – تاتسورو ياموتشي لاعب كرة قدم ياباني.
- 29 يناير – أياني ساكورا مؤدّية صوت يابانية.
- 29 يناير – جنج ياماميتشي لاعب كرة قدم ياباني.

### فبراير
- 3 فبراير – يوشيكي فوجيموتو لاعب كرة قدم ياباني.
- 7 فبراير – يوسوكي سيكوا لاعب كرة قدم ياباني.
- 10 فبراير – ريكيا إيزوتسو لاعب كرة قدم ياباني.
- 10 فبراير – ريوتا سوزوكي لاعب كرة قدم ياباني.
- 11 فبراير – موساشي سوزوكي لاعب كرة قدم ياباني.
- 16 فبراير – ريو تاكايا لاعب كرة قدم ياباني.
- 17 فبراير – إري هوزمي لاعبة كرة مضرب يابانية.
- 17 فبراير – دايجو أراكي لاعب كرة قدم ياباني.
- 17 فبراير – سينا يامادا
- 24 فبراير – شو ناكامورا لاعب كرة قدم ياباني.
- 26 فبراير – كوشيرو فونياما لاعب كرة قدم ياباني.
- 27 فبراير – ريه تاكاهاشي مؤدّية صوت يابانية.
- 28 فبراير – ريوغا سوزوكي لاعب كرة قدم ياباني.

### مارس
- 2 مارس – ريوتا مياوتشي لاعب كرة قدم ياباني.
- 3 مارس – يوشيكي ماتسوشيتا لاعب كرة قدم ياباني.
- 7 مارس – تاتسويا هاسيغاوا لاعب كرة قدم ياباني.
- 8 مارس – كاتسوهيسا إيناموري لاعب كرة قدم ياباني.
- 25 مارس – هارويا إيدي لاعب كرة قدم ياباني.
- 26 مارس – مايو واتانابي مغنية يابانية.

### أبريل
- 4 أبريل – تاكيشي كاناموري لاعب كرة قدم ياباني.
- 4 أبريل – دايسوكي كيتاهارا لاعب كرة قدم ياباني.
- 4 أبريل – شوهي تاكيدا لاعب كرة قدم ياباني.
- 5 أبريل – دايكي كاواموتو لاعب كرة قدم ياباني.
- 5 أبريل – سي مورويا لاعب كرة قدم ياباني.
- 5 أبريل – شوهي كاواتا لاعب كرة قدم ياباني.
- 9 أبريل – هيروكي مايدا لاعب كرة قدم ياباني.
- 10 أبريل – ريسا أوزاكي لاعبة كرة مضرب يابانية.
- 12 أبريل – آيري سوزوكي مغنية يابانية.
- 16 أبريل – يويداي توكوناجا لاعب كرة قدم ياباني.
- 22 أبريل – شو كاكمي لاعب كرة قدم ياباني.
- 23 أبريل – توموفومي فوجيياما لاعب كرة قدم ياباني.
- 26 أبريل – تسوباسا سوزوكي لاعب كرة قدم ياباني.
- 26 أبريل – يوشيكي أوكا لاعب كرة قدم ياباني.
- 27 أبريل – ريوسوكي مايدا لاعب كرة قدم ياباني.
- 30 أبريل – ريوسيه سايتو لاعب كرة قدم ياباني.

### مايو
- 1 مايو – كوسوكه شيراي لاعب كرة قدم ياباني.
- 3 مايو – أكينوري كاوازور لاعب كرة قدم ياباني.
- 8 مايو – كازوما تاكاي لاعب كرة قدم ياباني.
- 10 مايو – يوتا ميشيما لاعب كرة قدم ياباني.
- 12 مايو – أيومي نيكاوا لاعب كرة قدم ياباني.
- 12 مايو – ناوتو كيدو لاعب كرة قدم ياباني.
- 17 مايو – دايكي كوجوري لاعب كرة قدم ياباني.
- 19 مايو – شوجو ناكاهارا لاعب كرة قدم ياباني.
- 21 مايو – جو إينوي لاعب كرة قدم ياباني.
- 22 مايو – يوتو ناغاساكا لاعب كرة قدم ياباني.
- 24 مايو – ماساأكي كتو لاعب كرة قدم ياباني.
- 24 مايو – ناأوكي كاواغوتشي لاعب كرة قدم ياباني.
- 26 مارس – مايو واتانابي مغنية يابانية.
- 26 مايو – ميتسو يامادا لاعب كرة قدم ياباني.
- 28 مايو – ماكوتو نينوميا لاعبة كرة مضرب يابانية.

### يونيو
- 3 يونيو – يو كيمورا لاعب كرة قدم ياباني.
- 4 يونيو – غينجي أك لاعب كرة قدم ياباني.
- 6 يونيو – غاكوتو نوتسودا لاعب كرة قدم ياباني.
- 12 يونيو – سيا ماتسوكي لاعب كرة قدم ياباني.
- 14 يونيو – ميكيهيتو أراي لاعب كرة قدم ياباني.
- 15 يونيو – رينا هيداكا
- 15 يونيو – ريو ماتسومورا لاعب كرة قدم ياباني.
- 15 يونيو – شوتا سايتو لاعب كرة قدم ياباني.
- 16 يونيو – ريوهي ميتسوبيشي لاعب كرة قدم ياباني.
- 17 يونيو – هيديماسا كوباياشي لاعب كرة قدم ياباني.
- 18 يونيو – تاكويا إيوانامي لاعب كرة قدم ياباني.
- 18 يونيو – ميلان كيب لاعب كرة قدم ياباني.
- 21 يونيو – تاتسويا وادا لاعب كرة قدم ياباني.
- 23 يونيو – كوهي إيماوزاكي لاعب كرة قدم ياباني.
- 25 يونيو – شوتو هيرا لاعب كرة قدم ياباني.
- 25 يونيو – مومو أساكورا مؤدّية صوت يابانية.

### يوليو
- 4 يوليو – كينتا فوكوموري لاعب كرة قدم ياباني.
- 12 يوليو – كاناكو موموتا مغنية يابانية.
- 14 يوليو – تاكويا إيواتا لاعب كرة قدم ياباني.
- 16 يوليو – كوكي تسوكوكوا لاعب كرة قدم ياباني.
- 18 يوليو – شوهي ميتسهاشي لاعب كرة قدم ياباني.
- 20 يوليو – يوشي ميتسوبيشي لاعب كرة قدم ياباني.
- 23 يوليو – كوسوكي غوتو لاعب كرة قدم ياباني.
- 24 يوليو – تاكويا ناكاياما لاعب كرة سلة ياباني.
- 25 يوليو – كيجي كسومي لاعب كرة قدم ياباني.
- 28 يوليو – تاإيشي نيشيوكا لاعب كرة قدم ياباني.
- 28 يوليو – دايتشي أكياما لاعب كرة قدم ياباني.
- 29 يوليو – ريو توياما لاعب كرة قدم ياباني.

### أغسطس
- 2 أغسطس – كازوكي كوزوكا لاعب كرة قدم ياباني.
- 7 أغسطس – كازوكي أنزاي لاعب كرة قدم ياباني.
- 13 أغسطس – كوسوكي فوجيوكا لاعب كرة قدم ياباني.
- 14 أغسطس – جونكإ واتا لاعب كرة قدم ياباني.
- 15 أغسطس – هيديوكي نوزاوا لاعب كرة قدم ياباني.
- 16 أغسطس – دايكي ديأوكا لاعب كرة قدم ياباني.
- 16 أغسطس – هيروكي مأواوتارو لاعب كرة قدم ياباني.
- 17 أغسطس – تاسوكو هاتاناكا
- 18 أغسطس – يو يونيهارا لاعب كرة قدم ياباني.
- 23 أغسطس – تاكويا كيدا لاعب كرة قدم ياباني.
- 23 أغسطس – شويا ناكاجيما لاعب كرة قدم ياباني.
- 27 أغسطس – ماساكي تزاكا لاعب كرة قدم ياباني.
- 29 أغسطس – يوتاكا سونودا لاعب كرة قدم ياباني.
- 31 أغسطس – تاكاهيرو إيإيد لاعب كرة قدم ياباني.
- 31 أغسطس – تاكيرو أوكادا لاعب كرة قدم ياباني.
- 31 أغسطس – شنتارو كوكوبو لاعب كرة قدم ياباني.

### سبتمبر
- 6 سبتمبر – تاكانوري هاتانو لاعب كرة قدم ياباني.
- 8 سبتمبر – أزومي واكي
- 9 سبتمبر – جنيتشي إندو لاعب كرة قدم ياباني.
- 9 سبتمبر – يوتا تويوكاوا لاعب كرة قدم ياباني.
- 9 سبتمبر – يوتو هوريغومي لاعب كرة قدم ياباني.
- 10 سبتمبر – تسوباسا نيهي لاعب كرة قدم ياباني.
- 10 سبتمبر – غاكو سوغاموتو لاعب كرة قدم ياباني.
- 11 سبتمبر – جونيا نوداكا لاعب كرة قدم ياباني.
- 13 سبتمبر – أياكا أوهاشي
- 14 سبتمبر – يومإمي كاندا لاعب كرة قدم ياباني.
- 18 سبتمبر – يوسوكي نيشياما لاعب كرة قدم ياباني.
- 18 سبتمبر – يوكي يامانواوشي لاعب كرة قدم ياباني.
- 19 سبتمبر – توموكي فوجساكي لاعب كرة قدم ياباني.
- 21 سبتمبر – هيديكي إشيغا لاعب كرة قدم ياباني.
- 24 سبتمبر – يوكي أوموتو لاعب كرة قدم ياباني.
- 27 سبتمبر – تاإيشي موريكاوا لاعب كرة قدم ياباني.
- 27 سبتمبر – تاكويا هاشيكتشي لاعب كرة قدم ياباني.
- 28 سبتمبر – أكيهيسأ أوكادا لاعب كرة قدم ياباني.

### أكتوبر
- 1 أكتوبر – كويا أوكادا لاعب كرة قدم ياباني.
- 1 أكتوبر – ماسايوكي يامادا لاعب كرة قدم ياباني.
- 4 أكتوبر – شونسوكي موري لاعب كرة قدم ياباني.
- 8 أكتوبر – هيروكي أكينو لاعب كرة قدم ياباني.
- 15 أكتوبر – نوبوهيسا فوروكاوا لاعب كرة قدم ياباني.
- 16 أكتوبر – يوكي ناكاياما لاعب كرة قدم ياباني.
- 17 أكتوبر – كايتو تشيدا لاعب كرة قدم ياباني.
- 20 أكتوبر – يوتا كوايدو لاعب كرة قدم ياباني.
- 20 أكتوبر – يوكي هاشيموتو لاعب كرة قدم ياباني.
- 21 أكتوبر – بوب ويليام لاعب كرة قدم ياباني.
- 23 أكتوبر – يسوكي كوباياشي لاعب كرة قدم ياباني.
- 24 أكتوبر – تاكيرو كيويناغا لاعب كرة قدم ياباني.
- 24 أكتوبر – ناوميتشي أويدا لاعب كرة قدم ياباني.
- 25 أكتوبر – ريو كواكامي لاعب كرة قدم ياباني.
- 26 أكتوبر – شيهو ميياشيتا لاعب كرة قدم ياباني.
- 30 أكتوبر – توموكي وادا لاعب كرة قدم ياباني.

### نوفمبر
- 1 نوفمبر – كينتارو كاي لاعب كرة قدم ياباني.
- 3 نوفمبر – هيروتو ناكاغاوا لاعب كرة قدم ياباني.
- 5 نوفمبر – كوداي إيهنوموتو لاعب كرة قدم ياباني.
- 6 نوفمبر – جوجي إكيغامي لاعب كرة قدم ياباني.
- 6 نوفمبر – كينغو ناغاي لاعب كرة قدم ياباني.
- 8 نوفمبر – كيوهي يوشينو لاعب كرة قدم ياباني.
- 10 نوفمبر – تاكوما أسانو لاعب كرة قدم ياباني.
- 12 نوفمبر – جوني أراي لاعب كرة قدم ياباني.
- 13 نوفمبر – ريو تاكانو لاعب كرة قدم ياباني.
- 16 نوفمبر – يوشيكي ياماموتو لاعب كرة قدم ياباني.
- 17 نوفمبر – ناوكي مايدا لاعب كرة قدم ياباني.
- 21 نوفمبر – شو تاناكا لاعب كرة قدم ياباني.
- 22 نوفمبر – يوتو مايدا لاعب كرة قدم ياباني.
- 28 نوفمبر – ناو هيبينو لاعبة كرة مضرب يابانية.

### ديسمبر
- 2 ديسمبر – تومويا تاكاهاتا لاعب كرة قدم ياباني.
- 3 ديسمبر – يو سيريزاوا مؤدّية صوت يابانية.
- 6 ديسمبر – لويس كوريهارا
- 6 ديسمبر – يوهيي أونو لاعب كرة قدم ياباني.
- 8 ديسمبر – جونكإ إندو لاعب كرة قدم ياباني.
- 16 ديسمبر – غينكي يامادا لاعب كرة قدم ياباني.
- 20 ديسمبر – ناويا يوشيدا لاعب كرة قدم ياباني.
- 24 ديسمبر – ريوسوكي كاوانو لاعب كرة قدم ياباني.
- 29 ديسمبر – كاكو أميرة أكيشينو
- 29 ديسمبر – كييا سانتو لاعب كرة قدم ياباني.
- 30 ديسمبر – جونيا كاتو لاعب كرة قدم ياباني.

## وفيات

### فبراير
- 4 فبراير – يوشيو نومورا (مواليد 1908)

### مارس
- 6 مارس – كين نوريتاكي (مواليد 1922) لاعب كرة قدم ياباني.

### مايو
- 21 مايو – ماسايوشي إيتو (مواليد 1913) سياسي ياباني.

### يوليو
- 17 يوليو – جوزو شيودا (مواليد 1915)